# Varanus stellatus
Il varano del Nilo dell'Africa occidentale (Varanus stellatus (Daudin, 1802)) è una specie della famiglia dei varani (Varanidae) originaria delle foreste dell'Africa occidentale e della savana adiacente (da est al nord del Camerun). In tempi recenti esemplari degli domestici sono scappati o sono stati liberati in Florida, negli Stati Uniti, dove sono considerati una specie invasiva con un enorme impatto sull'ecosistema locale.
Questa specie criptica è stata tradizionalmente inclusa nello spettro della specie del varano del Nilo (V. niloticus), ma dal 1997 al 2015 è stata spesso considerata la popolazione occidentale del varano ornato (V. ornatus). Rispetto agli altri membri del complesso di specie del varano del Nilo (che include anche il varano ornato dell'Africa centrale), il varano del Nilo dell'Africa occidentale ha una divergenza di sequenza genetica di oltre l'8%, il che significa questa specie si separò dal varano del Nilo circa 7,7 milioni di anni fa. Questa è una divergenza ancora più antica di quella tra umani e scimpanzé. Nonostante ciò, il Reptile Database continua a posizionarlo all'interno della specie del varano del Nilo, ma nota che questa ampia definizione di specie include clade distintivi.